# Калашников, Михаил Филиппович
Михаи́л Фили́ппович Кала́шников (7 ноября 1931, Старая Гута, Середино-Будский район — 12 января 2014, Красноярск) — советский строитель. Герой Социалистического Труда (1966).

## Биография
Родился в селе Старая Гута (Украинская ССР) в семье колхозника.
С 1955 года работал на стройках Сибири, переехал в город Красноярск. Трудился в тресте «Сибтехмонтаж» на строительстве химкомбината «Енисей», Красноярского ЦБК, Ачинского глинозёмного комбината и других объектов.
13 апреля 1966 года представлен на соискание звания Героя Социалистического Труда решением № 2 заседания бюро Красноярского крайкома КПСС. Указом Президиума Верховного Совета СССР от 26 июля 1966 года за достигнутые выдающиеся успехи в выполнении заданий семилетнего плана в капитальном строительстве Калашникову Михаилу Филипповичу было присвоено звание Героя Социалистического Труда с вручением медали «Серп и Молот» и ордена Ленина.
Активно занимался общественной работой, неоднократно избирался депутатом районного, городского, краевого Советов депутатов трудящихся, членом краевого комитета КПСС. Стал делегатом XXIV съезда КПСС.
Скончался 12 января 2014 года в Красноярске.